# Hippolyte Fizeau
Armand Hippolyte Louis Fizeau (Parigi, 23 settembre 1819 – Venteuil, 18 settembre 1896) è stato un fisico francese del XIX secolo, i cui studi principali si sono svolti nel campo dell'ottica. In Francia porta il suo nome l'Effetto Doppler-Fizeau.
Dopo aver interrotto per motivi di salute gli studi di medicina ai quali era stato avviato dal padre, venne guidato allo studio della fisica da François Arago. I suoi primi lavori furono svolti in collaborazione con Léon Foucault e riguardarono il miglioramento delle tecniche di dagherrotipia, della quale i due studiosi scoprirono il difetto di reciprocità. Insieme compirono anche i primi esperimenti di fotografia solare, aprendo una nuova branca dell'astronomia. 
Nel 1849, stavolta in competizione diretta con Foucault, realizzò la prima misura diretta della velocità della luce nell'aria grazie a un dispositivo basato su specchi e un disco dentato, poi perfezionato nuovamente da Foucault (Apparato di Fizeau-Foucault). Il valore determinato da Fizeau fu di 313.000 km/s, con un errore minore del 5% rispetto al valore oggi accettato. Foucault pubblicò i suoi risultati l'anno successivo. 
Fizeau rivelò inoltre l'applicabilità dell'effetto Doppler per le onde luminose, dimostrando che il movimento di una sorgente luminosa provoca uno spostamento delle righe spettrali percepite dall'osservatore (verso il blu in caso di avvicinamento, verso il rosso in caso contrario). Questo meccanismo è analogo a quello descritto dieci anni prima da Christian Doppler per le onde sonore, ed è ora di largo impiego in astrofisica (vedi redshift). 
Preconizzò anche l'uso dell'interferometria per la misura del diametro apparente degli astri e realizzò numerosi esperimenti sulla velocità delle correnti elettriche, la propagazione della luce, l'uso delle radiazioni luminose come misura di lunghezza e la dilatazione dei cristalli. Si deve a lui l'uso del condensatore per migliorare le prestazioni del rocchetto di Ruhmkorff (1853).

## Riconoscimenti
Fu eletto membro della Accademia francese delle scienze il 2 gennaio 1860. Della stessa Accademia fu vicepresidente per l'anno 1877 e presidente per l'anno successivo. Sempre nel 1878 divenne membro del Bureau des Longitudes. Fu insignito della Legion d'onore e membro estero associato della Royal Society di Londra (1875), dalla quale aveva in precedenza ottenuto la medaglia Rumford (1866) per le sue ricerche sulla rifrazione. Dopo la sua morte, il cratere Fizeau sulla Luna porta il suo nome.